# Der Schlaf in den Uhren (Erzählung)

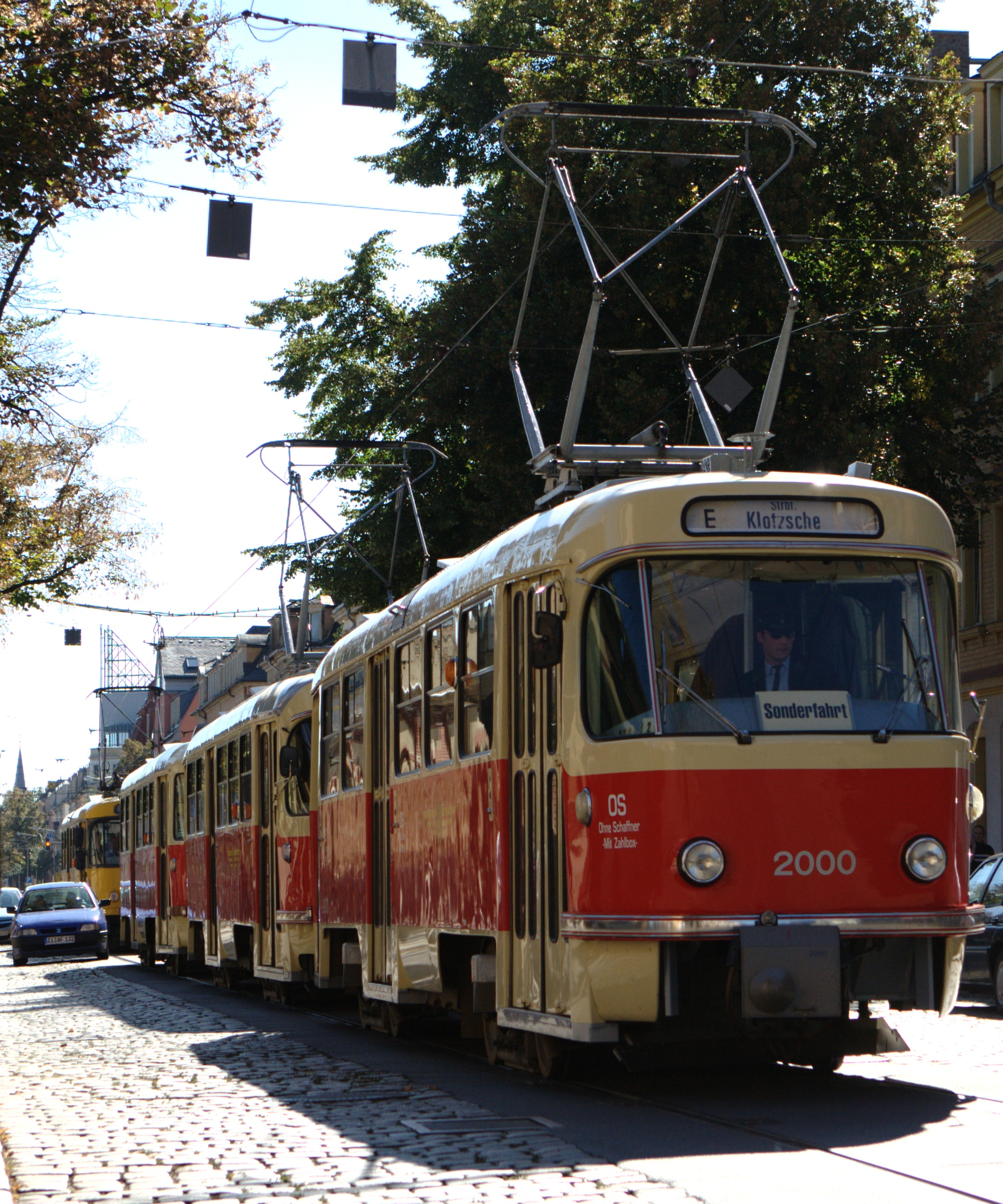
Der Schlaf in den Uhren schildert auf wirklicher Ebene der Erzählung die Fahrt mit einer Straßenbahn durch Dresden

Der Schlaf in den Uhren ist eine Erzählung von Uwe Tellkamp aus dem Jahr 2004.
Mit der Erzählung gewann Tellkamp den Ingeborg-Bachmann-Preis 2004. Sie war Pflichtlektüre im niedersächsischen Zentralabitur im Fach Deutsch in den Jahrgängen 2008 und 2009. Im Mai 2022 veröffentlichte Tellkamp im Suhrkamp Verlag den gleichnamigen Roman Der Schlaf in den Uhren. 

## Inhalt

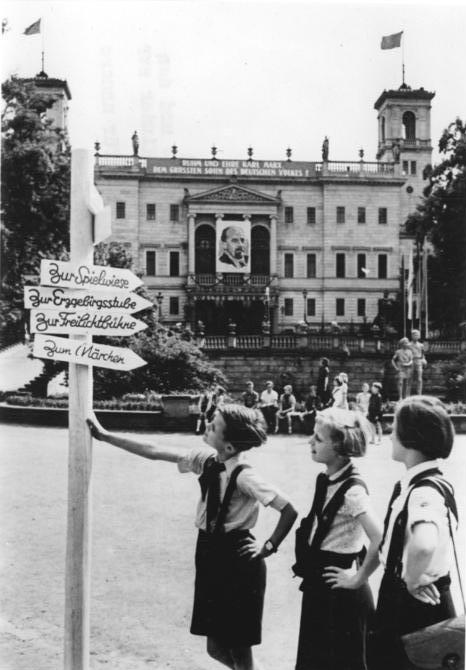
Junge Pioniere vor dem „Pionierpalast“ (1953)

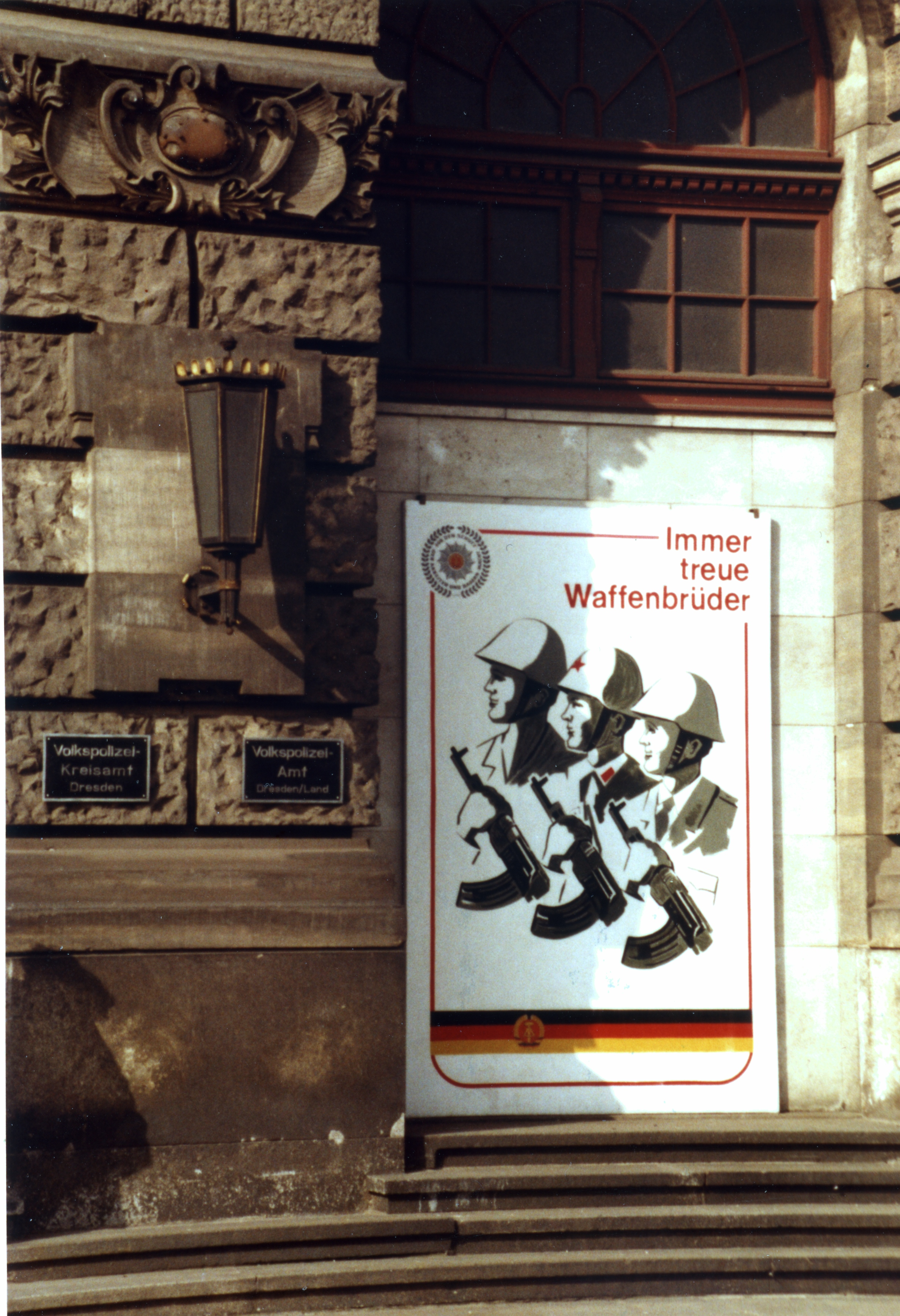
Politisches Plakat zur Roten Armee am Volkspolizei-Kreisamt in Dresden: Gegenstand der Erzählung ist auch die Beziehung zwischen DDR und Sowjetunion

Fabian wendet sich in seiner Erzählung an Muriel. Er sieht sie „eingekapselt von Apparaten, die [sie] und [ihre] Träume retten sollten, […]“ Der Kontext dieser Erzählung ist unbekannt, ebenso Ort und Zeit von Fabians Gegenwart.
In der ganzen Erzählung erinnert er sich an verschiedene Personen, deren Stimmen von Erlebnissen berichten. Das Hauptgerüst der Erzählung Fabians bildet eine Fahrt Fabians mit der Straßenbahnlinie 11, einer Tatra-Bahn, durch rechts der Elbe gelegene Dresdner Vorstädte des damals sozialistischen Dresdens, hauptsächlich entlang der Bautzner Straße. Die Beschreibung der Straßenbahnfahrt beginnt am Bahnhof Dresden-Neustadt. Die Tram kommt von der Leipziger Straße und passiert die Haltestellen „Platz der Einheit“, „Rothenburger Straße“, „Waldschlößchenstraße“, „Wilhelminenstraße“ und „Elbschlösser“. Am Militärlazarett der Roten Armee (Haltestelle „Plattleite“), dem ehemaligen Lahmann-Sanatorium, endet die Erzählung (wenn auch nicht die Linie 11) mit dem Anhalten der Straßenbahn.
Der Text verweist auf eine Vielzahl von Zeitpunkten (chronologisch aufgelistet):
- 1914: Attentat von Sarajevo (wessen Stimme Fabian sich hier vorstellt, bleibt unklar)
- 1945: Einmarsch der Roten Armee in Dresden (Erinnerung von Lucie Krausewitz)
- SBZ- und frühe DDR-Zeit: Erfahrungen in der Schokoladenfabrik, Ulbrichts Besuch in Dresden (1951) anlässlich der Namensgebung des „Pionierpalastes“ (Erinnerungen von Lucie Krausewitz, unterbrochen durch kurze Kommentare vonseiten ihres Ehemannes Arno)
- Späte DDR-Zeit (zwischen 1985 und 1989, wegen Putins Aufenthalt in Dresden): die erinnerte Straßenbahnfahrt; Dresden als Garnison der 1. Gardepanzerarmee der Sowjetarmee

Dass der Aufenthalt Putins in Dresden (als Offizier des KGB) Fabian bekannt und erwähnenswert ist, gibt Hinweise auf die Zeit der Erzählergegenwart.
Die Erzählung nimmt auf verschiedene Phasen der Geschichte Dresdens Bezug. Detailliert werden unter anderem die Frauen von Offizieren der Roten Armee beschrieben, auf die Tellkamp in seiner Erzählung mehrmals eingeht. Die für die Offiziersfrauen gewählten Metaphern und die Schilderung der sowjetischen Offiziere zeichnen sich durch negative Konnotationen aus. Die Erzählung weist trotz vieler Erinnerungen an die DDR-Zeit keine ostalgische Tendenz auf.

## Gliederung
Der Text besteht aus einer Vielzahl von einzelnen Blöcken, die oft durch harte Schnitte (Montagetechnik) voneinander getrennt sind, zugleich aber durch „Kennwörter“, durch die Technik des „semantischen Falzes“ (nach Manfred Koch die „Verbindung heterogener Erzählstränge durch Wiederholung eines Wortes, Satzes oder einer Wendung“) und durch Ringkomposition (Schluss kehrt an Anfang zurück) miteinander verknüpft sind. Nach Auffassung einiger Juroren des Klagenfurter Literaturwettbewerbs 2004 empfindet der Text die Struktur eines Rondos nach.
Er folgt im Wesentlichen zwei Strukturprinzipien:
- der Fahrt der Straßenbahn von West nach Ost, also dem Rhythmus von Anfahrt, Bewegung und Anhalten (= dem „Motiv A“ des Rondos),
- der Taktvorgabe durch die Erinnerung an den „Monolog der Marschallin“ (besonders im zweiten Teil der Erzählung).

Der Text lässt sich grob in zwei Teile unterteilen:
- 1. Teil (beginnend mit dem zweiten Teil der Arie der Marschallin): Zwei unterschiedliche Gerüche dominieren das Geschehen: das Duchi-Parfum sowie der Geruch der Schokolade. Tellkamp verbindet diese beiden Gerüche durch eine geschickte Konstruktion: Während der Straßenbahnfahrt lösen einander die Erinnerungen an das Duchi-Parfum und die Schokolade ab. Den Höhepunkt des ersten Teils bildet die mit Attributen gesättigte Beschreibung des Geruchs der Russisch sprechenden Frauen nach dem Duchi-Parfum.
- 2. Teil (beginnend mit dem ersten Teil der Arie der Marschallin): Anders als im ersten Teil wird hier eine „Blitzlichttechnik“ angewandt (jeweils die volle Stunde anzeigende, in wenigen Worten beschriebene Schläge der „Uhr der Marschallin“, die nach Art eines Countups eingesetzt werden). Diese „Blitzlichter“ ergänzen den Rhythmus von Anfahrt, Bewegung und Anhalten der Straßenbahn als Strukturierungsprinzip. Beide Prinzipien greifen ineinander, als das Schlagen des Stocks die Straße überquerender Blinder mit dem Schlagen der Uhr der Marschallin verknüpft wird. Zum Schluss hin wird die Vorstellung schlagender Uhren durch die von deren „tiefem Schlaf“ ersetzt, den man sowohl mit Muriels komatösem Zustand als auch mit dem Zustand assoziieren kann, in dem sich die DDR in den 1980er Jahren befand, die Tellkamp laut Krekeler als „Zauberbergzeit“[3] (Thomas Mann, Der Zauberberg) charakterisiert. Das Stehenbleiben der Uhr nimmt das Stehenbleiben der Straßenbahn vorweg (allmählich kommt also die Erzählung zur Ruhe).

Insgesamt ist der zweite Teil deutlich unübersichtlicher als der erste, da der Wechsel der Zeitbezüge rasant ist: Befindet sich der Leser im Geiste noch bei dem sowjetischen Militärlazarett, in dem Verwundete der Roten Armee versorgt werden, wird kurz darauf Lahmanns Sanatorium in der Kaiserzeit beschrieben, von der zuvor noch gar nicht die Rede war.

## Textgestaltung
Tellkamps Text weist sprachliche und stilistische Besonderheiten auf, etwa die nur durch Kommata, Gedankenstriche und Absätze gegebene Strukturierung, die dem Leser eine extrem aufmerksame Lektüre abverlangt, wenn es nicht zu Missverständnissen kommen soll. Es finden sich nur sehr wenige durch einen Punkt markierte Satzenden. Wörtliche Rede wird nicht gekennzeichnet, so dass der Wechsel der Stimmen nicht auf Anhieb klar erkennbar wird und eine Vermischung der eigenen und der erzählten Erinnerungen stattfindet. Noch 1951 hatte Wolfgang Koeppens Verleger dem Autor ein ähnlich formatiertes Manuskript seines Romans Tauben im Gras als „nicht druckbar“ zurückgegeben. Uwe Tellkamp verwendet Metaphern und schafft poetische Kunstbegriffe, wie „ein blank polierter Biberschwanz“. Das eigentlich Unbelebte wird durch sprachliche Gestaltung belebt. Ein hypotaktischer Satzbau herrscht vor, der selten von parataktischen Strukturen abgelöst wird.
Die Straßenbahnfahrt von der Leipziger Straße zu Lahmanns Sanatorium (Plattleite) dauert heute 17 Minuten, das bedeutet, dass die Straßenbahnfahrt gedehnt dargestellt wird, sofern man die Gedanken, die sich nicht auf die Straßenbahnfahrt beziehen, als Träumereien während der Fahrt betrachtet.
Beispiel der sprachlichen Gestaltung anhand der ersten Erzählsequenz der von Fabian erinnerten Straßenbahnfahrt:
- Hypotaktischer Satzbau
- Durch Asyndeta wird die Vielfalt der unterschiedlichen Eindrücke in diesem Moment vermittelt.
- Aufzählungen
- Bewusstseinsstrom Fabians
- Indirekte Fragesätze
- Vergleich: Der „Platz der Einheit“ (gemeint ist die „Einheit“ von KPD und SPD in der SED, nicht die deutsche Einheit) wird als „Karieshöhle“[4] bezeichnet.
- Assoziationstechnik: Beim Leser werden gezielt Assoziationen zum bröckelnden und zusammenbrechenden System, aber auch zu den „Putzi“-Zahnpastatuben, von deren Produktion in unmittelbarer Nähe des Platzes kurz danach die Rede ist,[5] durch den oben genannten Vergleich ausgelöst.

## Bezug zur OperDer Rosenkavalier
Der Autor nimmt in Der Schlaf in den Uhren Bezug auf das Libretto einer Arie am Schluss des ersten Aktes von Hugo von Hofmannsthals (Libretto) und Richard Strauss’ (Musik) Oper Der Rosenkavalier, die in Dresden am 26. Januar 1911 uraufgeführt wurde. Die Arie nennt Fabian „Monolog der Marschallin“, obwohl sie keinen Monolog enthält, da sie an den jugendlichen Geliebten Octavian der reifen Ehefrau eines Marschalls gerichtet ist („Quin-quin“, der im zweiten Zitat direkt angesprochen wird, ist der Kosename Octavians). Die Original-Arie hat Tellkamp in zwei Teile zerlegt, die er zunächst in umgekehrter Reihenfolge verwendet. Kurz vor Schluss jedoch wird in einer Kurzfassung die Arie in der Original-Reihenfolge zitiert.
In dem Libretto werden zwei Arten von Aussagen über die Zeit gemacht: 1. Die Zeit fließt unaufhaltsam, obwohl manchmal alle Uhren stehen bleiben, und 2. Die Zeit ist „ein sonderbares Ding“, denn „manchmal spürt man nichts anderes als sie“. Diese zwei Mottos decken sich nahezu mit den beiden Teilen in der Erzählung Der Schlaf in den Uhren. Dabei bilden die Teile 1 und 2 des Textes deutliche Gegensätze, die am Schluss des Textes, also einem 3. Teil, zur Synthese gebracht werden.
Die „Marschallin“ möchte „die Uhren alle stehen“ lassen und damit den Ablauf der Zeit zum Stillstand bringen, weil sie nicht älter und damit für ihren jugendlichen Geliebten unattraktiver werden möchte. Fabians „Eingriff in den Ablauf der Zeit“ hingegen ist eine Reaktion auf den „tiefen Schlaf“ (den Tod?) Muriels.
Eine andere Interpretation des Stillstand-Motivs legt der Roman Der Turm nahe: Dort löst die erste Konfrontation mit dem Zitat aus dem Rosenkavalier die folgende Reflexion über das „Zeit“ genannte „sonderbare Ding“ aus:
„[…] So, wie die [Schallplatten-]Nadel zurücksprang und des Sängers Ernst vervielfachte, wodurch er in eine Art Klamotte schlitterte, bevor Niklas aufstand und den Echos ein Ende setzte, Kopien über Kopien ausgeworfen in marionettenhaft zappelnder Endlosschleife: so kamen Christian auch die Tage in der Stadt vor, zum Lachen reizende Wiederholungen, ein Tag ein Spiegelbild des anderen, einer des anderen lähmende Kopie“
Demzufolge wäre das Leben in der DDR in den 1980er Jahren insgesamt zu einem Stillstand gekommen.
Viele Rezensenten bescheinigen Tellkamps Erzählung einen „opernhaften“ Charakter. Inwieweit es allerdings zulässig sei, Begriffe, die aus der Musikwissenschaft stammen, auf literarische Texte anzuwenden, wurde während der Jury-Beratung in Klagenfurt 2004 strittig diskutiert. Allerdings bezeichnet Uwe Tellkamp selbst sich als „Librettist Wagners“, und im Interview mit Elmar Krekeler, das dessen Biographie zugrunde liegt, hat Tellkamp offenbar selbst von „Choreographie“ („neuchoreographierte Melange“) gesprochen. Was Tellkamp mit „neuer Choreographie“ meint, wird deutlich, wenn man die für den MDR geschriebene Fassung von schwarzgelb mit dem gleichnamigen Kapitel in dem Roman Der Turm vergleicht.

## Tellkamp und die Ironie
Auf der Leipziger Buchmesse 2005, auf der sein Roman Der Eisvogel vorgestellt wurde, wehrte sich Uwe Tellkamp vehement gegen die Erwartung, deutsche Autoren müssten in ihren Werken Ironie (siehe auch: romantische Ironie) verwenden. „Allen Ironikern [würde] ihre Ironie vergehen […], wenn sie einmal in einer Notaufnahme im Krankenhaus arbeiten müßten!“, soll Tellkamp die in Der Eisvogel zu findende „neue Ernsthaftigkeit“ verteidigt haben. Allerdings stellte Tellkamp in einem Interview mit dem Bayerischen Rundfunk klar, dass er, im Gegensatz zu der Hauptfigur des Romans, gar nichts gegen Ironie habe, nur schätze er sie nur „in homöopathischen Dosen“.
Ironie ist in der Erzählung Der Schlaf in den Uhren durchaus zu finden: So empfiehlt Arno Krausewitz’ Stimme, „der Genosse Vorsitzende könnte die getönte Brille abnehmen, um [seine Umwelt] im hellen Licht des Sommertags betrachten zu können“, und Fabian, der „Stumme“ („Nemez“ = „der Deutsche“ leitet sich in den Slawischen Sprachen von wörtlich „der Stumme“, daher „der der Sprache nicht mächtige“ ab), der seit der Klasse 5 Russisch lernen musste, spottet über die „bärbeißig dreinblickende[n] Kasachen, Turkmenen oder Georgier mit pechschwarzem Haar, niedriger Stirn und blauschwarz schimmerndem Bartwuchs“, die in der DDR „zum Stummsein verurteilt“ seien.

## Der Romanauszug im Kontext des Gesamtwerks Tellkamps

### Vorkommen der erzählenden/handelnden Personen in anderen Werken

#### Fabian und Muriel
In Der Turm kommt ein um 1968 geborenes Zwillingspärchen, Fabian und Muriel Hoffmann, vor, Cousin und Cousine des Protagonisten Christian Hoffmann. Der Vater von Fabian und Muriel heißt in beiden Texten Hans; er wird in der Erzählung mit „Herr Dozent Hoffmann“ angesprochen. Eine „Muriel“ genannte Person gibt es ferner im Märchen von den Scherenschnitten, in dem MDR-Beitrag schwarzgelb („Muriel und ich an der Hand Vaters“), und in einer Die Herberge zu den glücklichen Reisenden betitelten Geschichte.
In einem Interview mit der „Frankfurter Allgemeinen Zeitung“ erklärte Uwe Tellkamp im Dezember 2012, den Roman, der auf Der Turm folgen soll, Der Schlaf in den Uhren nennen zu wollen. In diesem Roman soll Fabian als weitere Stimme hinzukommen, die das Geschehen von einer noch näher zu bestimmenden „Gegenwart“ aus in Form von Rückblenden erzählt. „Dieser Erzähler erinnert sich an die Geschichte seiner Schwester Muriel, das ist die Cousine von Christian, die im ‚Turm‘ in den Werkhof kommt, eine kleine Randfigur.“
2014 zeichnete sich ab, dass der Roman den Titel Lava tragen soll. Er sollte ursprünglich 2015 herausgegeben werden. Ein Exposé dieses Romans hat Uwe Tellkamp zum „Tag der deutschen Einheit“ 2014 veröffentlicht, in dem Fabian und Muriel eine wichtigere Rolle als in Der Turm spielen. An welcher Stelle des Romans Lava der 2004 veröffentlichte Abschnitt eingebaut wird, war lange Zeit unklar. 2020 wurde deutlich, dass Lava den ersten Band in der Romanreihe Der Schlaf in den Uhren bilden soll. In ihm gibt es „einen Erzähler, Fabian, der arbeitet im Seeminenreferat und ist Mitarbeiter der Tausendundeinenacht-Abteilung.“ Im zweiten, 2020 noch nicht fertigen Teil von Der Schlaf in den Uhren mit dem Titel Archipelago sei Fabian der Haupterzähler. Die Handlung nähere sich der Gegenwart im 21. Jahrhundert an.

#### Arno und Lucie Krausewitz
Arno und Lucie Krausewitz wohnen (in Der Turm) gemeinsam mit Fabian und Muriel Hoffmann im „Haus Wolfsstein“. Arno Krausewitz ist in Der Turm im Jahr 1983 58 Jahre alt und arbeitet als Dispatcher auf dem Flughafen Dresden.

#### Niklas Buchmeister bzw. Tietze
Ein gemeinsamer Onkel von Christian, Fabian und Muriel Hoffmann heißt in der Endfassung des Romans Der Turm Niklas Tietze; im Vorabdruck des Romans in den Losen Blättern werden die Tietzes noch „Buchmeister“ genannt (wie im Auszug aus Der Schlaf in den Uhren). Die Buchmeisters/Tietzes wohnen in unmittelbarer Nachbarschaft der Hoffmanns im Villenviertel oberhalb des Loschwitzer Elbufers im „Haus Abendstern“. Niklas Tietze, von Beruf Arzt, hat Christian Hoffmann in die Welt der klassischen Musik eingeführt. Wenn Niklas ältere Bücher lese, öffne er, so Christians anderer Onkel Meno Rohde, „Zeitkapseln“. Im „Haus Abendstern“ stehen viele Uhren.

### Mehrfach verwendete Topoi
In Kapitel 38 des Romans Der Turm legt der Protagonist, Christian Hoffmann, die Strecke zwischen den Haltestellen „Plattleite“ und „Neustädter Bahnhof“ der Dresdner Straßenbahnlinie 11 in umgekehrter Richtung wie Fabian in Der Schlaf in den Uhren zurück. Die dort angewandte Erzähltechnik ähnelt stark der in Der Schlaf in den Uhren; allerdings treten stärker autobiographische Elemente (der Rückblick auf die Zeit, die mit Christians Eintritt in die NVA endet) in den Vordergrund.
Ein weiterer Topos, den Tellkamp auch in anderen Werken behandelt, ist Vineta, die sagenhafte, versunkene Stadt. Der Mythos von Vineta spielt außer in Der Schlaf in den Uhren in Uwe Tellkamps noch im Entstehen begriffenem „Langgedicht“ mit dem Titel Nautilus, von dem erst verschiedene Auszüge veröffentlicht wurden, eine zentrale Rolle; der 3. Band dieses Langgedichts soll Vineta heißen.
Im Märchen von den Scherenschnitten wird das Schnittmotiv ins Zentrum der Darstellung gerückt: Zum einen ist eine der Protagonistinnen Herstellerin von Scherenschnitten, das Motiv des Schneidens ist zum anderen aber auch auf die in der Geschichte angewandte Montagetechnik und ihre „harten Schnitte“ zu beziehen, wie sie auch in Der Schlaf in den Uhren praktiziert werden.

## Literarische Vorbilder
Thematisch erinnert Der Schlaf in den Uhren stark an Marcel Prousts zwischen 1913 und 1927 erschienenen siebenbändigen Roman Auf der Suche nach der verlorenen Zeit. Wie der Ich-Erzähler in diesem Roman bemüht sich „Fabian“ darum, die Vergangenheit durch die Erinnerung ins Gedächtnis zurückzuholen und sie durch Aufschreiben der Erinnerungen zu bewahren.
Als ein weiteres literarisches Vorbild sehen viele Kritiker Claude Simons 2002 veröffentlichten Roman Die Trambahn. In diesem Roman gibt es einen Protagonisten, der sich im Krankenhaus an die Fahrten mit der Straßenbahn und an Ereignisse in der Vergangenheit erinnert.
Formal greift Tellkamp die Tradition des modernen Romans, insbesondere des Montageromans, auf.

## Rezeption
Der Text wurde im Juni 2004 von Uwe Tellkamp auf dem 28. Wettbewerb um den Literaturpreis im Rahmen der Tage der deutschsprachigen Literatur in Klagenfurt vorgetragen, stieß bei den Juroren ganz überwiegend auf begeisterte Zustimmung und gewann den Ingeborg-Bachmann-Preis 2004. Die Jury-Vorsitzende Iris Radisch urteilte: „Das ist ganz große Literatur.“ Es handele sich um eine „Geschichtsdarstellung auf ganz hohem Niveau“, meinte Ursula März, die zudem den Text der „Gattung der Ekstase“ zuordnete, und Daniela Strigl urteilte, in der Fülle liege der Kunstgenuss.
Das Feuilleton urteilte nicht so einhellig positiv über die Begründung der Jury für die Verleihung des Bachmann-Preises 2004 an Uwe Tellkamp. Kritisiert wurden Tellkamps Stil („Rosenkavalier-Schwulst“), aber auch sein Auftreten in Klagenfurt (das „CSU-mäßige Outfit“ sowie sein „Niederwalzen“ der Konkurrenz nach Art eines „Panzerfahrers“).
Mit Bezug auf die Preisverleihung in Klagenfurt 2004 stellte Gerrit Bartels fest: „Das Publikum tickt immer anders als die Literaturkritik!“
Bereits im Juli 2004 ermahnte Volker Hage indirekt Uwe Tellkamp, sein Versprechen, den zugehörigen Roman abzuliefern, einzuhalten: „Mit einem Romanausschnitt wird immer auch ein Versprechen ausgezeichnet, etwas, das sich noch entwickeln kann – die Hoffnung des Prosa-Wettbewerbs bleibt unausgesprochen die große Form, der Roman.“ Diese Hoffnung hat Uwe Tellkamp insofern bislang nicht erfüllt, als er einen Roman mit Fabian Hoffmann als Erzähler noch nicht vorgelegt hat, wenn er auch in Der Turm seine Fähigkeit, einen umfangreichen Roman zu schreiben, nachgewiesen hat. Fabian Hoffmann ist der Erzähler eines kurzen Textes mit dem Titel Die Carus-Sachen, der 2017 erschienen ist.
In einer Rezension des Werks Die Uhr wies Christopher Schmidt darauf hin, dass Uwe Tellkamp Enkel eines Uhrmachers sei. Auf diesem Umstand sei es, so Schmidt, zurückzuführen, dass er dazu neige, Betrachtungen über Uhren mit einem „verschmockten Mystizismus“ zu verbinden.

## Textausgaben
- Uwe Tellkamp: Der Schlaf in den Uhren (Romanauszug); in: Iris Radisch (Hrsg.): Die Besten 2004. Klagenfurter Texte, Piper, München 2004, S. 23–36 (ISBN 3-492-04648-7). (PDF)
- Uwe Tellkamp: Eine Zeit der milden Gesten (Auszug aus dem Roman Der Schlaf in den Uhren); in: Sächsische Zeitung, 10. April 2005.  (PDF-Datei; 549 kB)